# 이성한 (1956년)
이성한(李晟漢, 1956년 8월 2일~)은 대한민국의 경찰공무원이다. 제18대 경찰청장(2013. 3.~2014. 8.)을 지냈다.

## 학력
- 홍익고등학교 졸업
- 동국대학교 경찰행정학과 학사
- 동국대학교 대학원 경찰행정학과 행정학 석사
- 동국대학교 대학원 경찰행정학과 행정학 박사

## 경력
- 1983. 4.~1986. 9. 서울특별시 경찰국 제101경비단 근무
- 1986. 9.~1988. 2. 서울강서경찰서 교통계 계장
- 1988. 2.~1988. 8. 서울특별시 경찰국 경무과 근무
- 1988. 8.~1989. 5. 서울용산경찰서 미8군 경찰파견대 대장
- 1989. 5.~1989. 11. 서울특별시 경찰국 경무과 근무
- 1989. 11.~1990. 2. 서울특별시 경찰국 정보과 근무
- 1990. 2.~1991. 9. 서울강남경찰서 정보과 정보2계 계장
- 1991. 9.~1992. 1. 국립과학수사연구소 근무
- 1992. 1.~1992. 8. 부산서부경찰서 경비과 과장
- 1992. 8.~1993. 4. 부산서부경찰서 경무과 과장
- 1993. 4.~1994. 5. 경찰청 경비국 작전과 근무
- 1994. 5.~1998. 12. 대통령비서실 민정수석실 파견
- 1998. 12.~2001. 1. 제50대 거창경찰서 서장
- 2001. 1.~2002. 1. 태백경찰서 서장
- 2002. 1.~2002. 7. 경기지방경찰청 교통과 과장
- 2002. 7.~2003. 4. 경찰청 과학수사과 과장
- 2002. 7.~2003. 4. 경찰청 과학수사과 과장
- 2003. 4.~2004. 8. 제7대 서울 수서경찰서 서장
- 2004. 8.~2006. 6. 청와대 대통령비서실 치안비서관실
- 2006. 6.~2006. 8. 경북지방경찰청 차장
- 2006. 8.~2009. 8. 경찰청 외사국 미국 워싱턴 주재관
- 2009. 8.~2010. 1. 경찰청 혁신기획단장
- 2010. 1.~2010. 6. 경찰청 감사관
- 2011. 11.~2012. 2. 제25대 충북지방경찰청 청장
- 2012. 2.~2013. 3. 제22대 부산지방경찰청 청장
- 2013. 3.~2014. 8. 제18대 경찰청 청장
- 숭실대학교 겸임교수
- 용인대학교 겸임교수
- 국민대학교 겸임교수
- 2014. 9. 동국대학교 경찰행정학과 석좌교수
- 2015. 3. 세종연구소 이사
- 2016. 5.~2018. 한국전력공사 상임감사위원
- 2018. 7.~ 법무법인 광장 고문

## 승진
- 1983년: 경위 임관
- 1986년: 경감 승진
- 1992년: 경정 승진
- 1998년: 총경 승진
- 2006년: 경무관 승진
- 2010년: 치안감 승진
- 2012년: 치안정감 승진
- 2013년: 치안총감 승진

## 서훈
- 1989. 10. 대통령표창
- 1998. 2. 근정포장
- 2002. 11. 대통령표창
- 2011. 10. 홍조근정훈장